# Scaphiophora gigantea
Scaphiophora gigantea är en enhjärtbladig växtart som beskrevs av Fredrik Pieter Jonker. Scaphiophora gigantea ingår i släktet Scaphiophora och familjen Burmanniaceae. Inga underarter finns listade i Catalogue of Life.